# Beltsov
Beltsov (bulgariska: Белцов) är ett distrikt i Bulgarien.   Det ligger i kommunen Obsjtina Tsenovo och regionen Ruse, i den centrala delen av landet, 210 kilometer nordost om huvudstaden Sofia.
Trakten runt Beltsov består till största delen av jordbruksmark. Runt Beltsov är det ganska glesbefolkat, med 24 invånare per kvadratkilometer.